# 克维·玛丽尧
克维·玛丽尧（匈牙利語：Kövi Mária，1924年10月20日—2013年10月28日），匈牙利女子竞技体操运动员。她曾代表匈牙利获得1948年和1952年夏季奥运会体操比赛女子团体全能银牌、1952年便携式器械铜牌。